# Gerard Bosch van Drakestein
Jonkheer Gérard Dagobert Henri "Gerard" Bosch van Drakestein (Mechelen (België), 24 juli 1887 - Den Haag, 20 maart 1972) was een Nederlands wielrenner. Hij nam driemaal deel aan de Olympische Spelen en won hierbij in totaal drie medailles.
In zijn jeugdjaren reed hij vaak onder de schuilnamen "Ulysses" en "Bismarck" om zijn adellijke familie niet in verlegenheid te brengen. Wedstrijdsport werd kennelijk niet als comme il faut beschouwd. Ook zou hij zijn hele carrière amateur blijven. Eind juli 1914 liep hij de wereldtitel bij de amateursprinters mis, doordat op 1 augustus de Eerste Wereldoorlog uitbrak, waarna het titeltoernooi in Kopenhagen werd afgebroken. Bosch was in de jaren rond de Eerste Wereldoorlog zeer succesvol: in totaal won hij 17 Nederlandse titels.
Bosch van Drakenstein nam driemaal deel, en won tweemaal een medaille tijdens de Olympische Spelen. In 1908 nam hij deel, in 1924 won hij samen met Maurice Peeters brons op het onderdeel tandem en in 1928 in Amsterdam zilver op de 1000 meter tijdrit. Na dit toernooi beëindigde hij zijn sportcarrière.
Naast en na de wedstrijdsport was hij ook actief als uitgever, sportjournalist en bestuurder. Mede door zijn toedoen werd in 1928 de Nederlandsche Wieler Bond opgeheven en de KNWU opgericht. Bosch van Drakestein stond bekend als een sportief coureur. Hij wordt ook beschouwd als bedenker van het witte achterspatbord.
Vanaf midden jaren dertig raakte Bosch van Drakestein in politiek troebel water verzeild. Zijn voormalige vriend en medeoprichter van de KNWU Barend Swaab de Beer werd zijn grootste vijand, waar diens Joodse afkomst niet vreemd aan was. In 1939 flirtte hij openlijk met de NSB en correspondeerde met het fel antisemitische tijdschrift De Misthoorn. Swaab de Beer wist later aan de nazi's te ontkomen door naar Zwitserland uit te wijken. Er werd na de bezettingstijd een aanklacht tegen Bosch van Drakestein ingediend in verband met zijn chicanes ten opzichte van Swaab de Beer, maar dit leidde tot niets.
- Biografisch Portaal: 21848582
- International Standard Name Identifier: 0000 0003 8748 2745
- Nederlandse Thesaurus van Auteursnamen: 273437216
- Virtual International Authority File: 280454195